# Idiocera multistylata
Idiocera multistylata är en tvåvingeart som först beskrevs av Alexander 1948.  Idiocera multistylata ingår i släktet Idiocera och familjen småharkrankar. Inga underarter finns listade i Catalogue of Life.